# Lucky Car

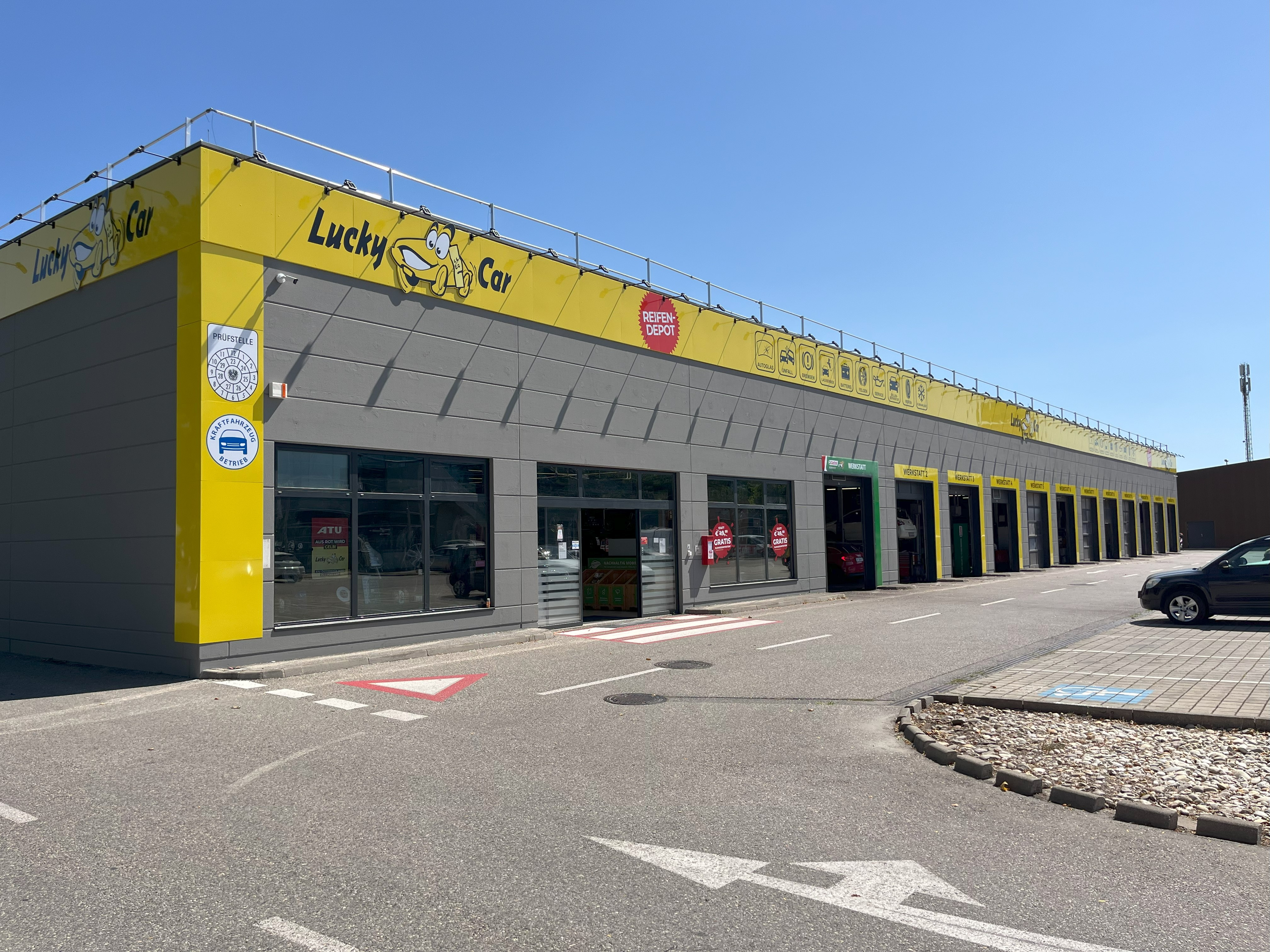
Lucky Car-Filiale

Lucky Car ist ein österreichisches Unternehmen, das sich auf Karosserie- und Lackierarbeiten sowie Kfz-Mechanik spezialisiert hat. Es wurde 2008 von Ostoja Matic gegründet und hat sich durch eigene Standorte und ein Franchise-Modell zum Marktführer unter den freien Kfz-Werkstätten in Österreich entwickelt. Derzeit betreibt Lucky Car 29 eigene und 35 Franchise-Standorte in Österreich und der Schweiz.

## Unternehmensgeschichte
Lucky Car wurde 2008 mit dem Ziel gegründet, eine kundenorientierte Alternative zu traditionellen Vertragswerkstätten zu bieten. Der Fokus lag von Anfang an auf Karosserie- und Lackierarbeiten sowie einer ausgeprägten Servicekultur.
Im Jahr 2011 führte das Unternehmen ein Franchise-Modell ein, das Partnern Zugang zu einer etablierten Marke, Schulungsprogrammen und einem bewährten Geschäftsmodell ermöglicht. Dies markierte den Beginn einer kontinuierlichen Expansion. 
Ein bedeutender Schritt war 2019 die Übernahme der österreichischen Filialen der Werkstattkette Midas, die von Medien als „Hochzeit der Autowerkstätten“ bezeichnet wurde.
Im Jahr 2024 übernahm Lucky Car 24 österreichische Standorte der finanziell angeschlagenen Werkstattkette ATU, wodurch über 270 Arbeitsplätze gesichert wurden. Diese Übernahme ist die bislang größte Expansion in der Unternehmensgeschichte.

## Standorte und Dienstleistungen
Lucky Car betreibt aktuell 64 Standorte in Österreich und der Schweiz, von denen viele als Begutachtungsstellen für die gesetzlich vorgeschriebene Fahrzeugüberprüfung (§57a StVO, „Pickerl“) zugelassen sind. Die Standorte sind über alle neun Bundesländer Österreichs sowohl in urbanen als auch in ländlichen Gebieten verteilt.
Das Dienstleistungsportfolio umfasst:
- Unfall- und Lackschadenreparatur
- Dellen- und Kratzerbeseitigung
- Autoglasreparatur und -tausch
- Klimaanlagenwartung
- Mechanische Reparaturen (z. B. Bremsenservice, Batteriewechsel, elektronische Diagnostik)
- Reifenservice und Felgeninstandsetzung
- §57a-Überprüfungen („Pickerl“)
- Vignettenverkauf

## Franchise-System
Seit 2011 wächst Lucky Car durch ein Franchise-System, das sich an Kfz-Unternehmer und Quereinsteiger mit betriebswirtschaftlichem Hintergrund richtet. Franchise-Nehmer betreiben ihre Werkstätten unter der Marke Lucky Car und profitieren von zentralem Marketing, Einkaufsvorteilen und digitalen Verwaltungssystemen. Die Kostenstruktur umfasst eine einmalige Eintrittsgebühr sowie umsatzabhängige Lizenzgebühren.
2016 wurde Lucky Car von der Wirtschaftskammer Österreich als „Bestes Franchise-System“ ausgezeichnet, basierend auf wirtschaftlichem Erfolg, Innovationskraft und Partnerbetreuung.

## Ausbildung
Lucky Car engagiert sich stark in der Ausbildung von Fachkräften und beschäftigt Mitarbeitende an über 60 Standorten. Im Jahr 2019 schuf das Unternehmen 120 neue Lehrstellen, um den Nachwuchs in der Kfz-Branche zu fördern.
Am 11. Februar 2023 stellte ein Team von Lucky-Car-Auszubildenden in Wien einen Weltrekord auf: Sie wechselten vier Reifen an einem Fahrzeug in 49,03 Sekunden und übertrafen damit den bisherigen Rekord von 58,43 Sekunden, der 2015 in Italien aufgestellt worden war.
2024 veranstaltete Lucky Car ein Lehrlingsevent zur Motivation von Nachwuchskräften und zur Sensibilisierung für den Fachkräftemangel in der Branche.